# José Diogo Arroyo
José Diogo Arroyo (Porto, 23 de Julho de 1854 — Foz, Porto, 16 de Novembro de 1925), também conhecido por José Diogo Arroio, foi um cientista, jornalista e político português.

## Biografia
Nasceu na cidade do Porto no seio de uma família ligada ao meio artístico, filho do compositor e músico espanhol José Francisco Arroio, primeiro director do Teatro de São João, do Porto, e irmão do conhecido engenheiro e crítico de arte António José Arroio e do jurista, político e intelectual João Marcelino Arroio. 
Doutorou-se pela Universidade de Coimbra com o trabalho Estudo sobre a Célula Vegetal, prosseguindo uma carreira que o levou a professor de Análise Química e de Química Geral na Academia Politécnica do Porto e no Instituto Industrial e Comercial do Porto. Foi ainda director da Faculdade de Ciências da Universidade do Porto. Na política, durante o último período da monarquia foi deputado e Conselheiro de Estado.

## Obras
- O Reino dos Protistas - Apreciação da Legitimidade desta Hipótese na Classificação dos Seres Organizados (1881)
- «Theses de philosophia natural». www.fc.up.pt